# Ольшанка (Калининградская область)
Ольшанка — посёлок в Зеленоградском районе Калининградской области. До 2016 года входил в состав Ковровского сельского поселения.

## Население
| 2002 | 2010 |
| ---- | ---- |
| 42   | ↘40  |

## История
В 1946 году Оброттен был переименован в посёлок Ольшанка.
Прежние название на немецком языке: Obrotten.